# لارا عليان
لارا عليان (1983 -) هي مغنية أردنية من أصل فلسطيني.

## حياتها ونشأتها
ولدت في عمان عام 1983. يُعرف عنها الالتزام بالفن الشرقي الأصيل والتراث الوطني الفلسطيني. تعمل ضمن فرقة شرق الأردنية منذ 2006.
حصلت على بكالوريوس في علم الاجتماع من الجامعة الأردنية عام 2005. ظهرت موهبة الغناء لديها منذ الطفولة، وأثناء دراستها الجامعية التحقت بكورال الجامعة وشاركت في حفلات الكورال داخل الأردن وخارجه. بدأت بالتدرب على آلة العود في الأكاديمية الأردنية للموسيقى عام 2002 مع أستاذ الموسيقى عمر عباد، وأقامت معه العديد من الحفلات الغنائية. عضو مؤسس في فرقة شرق الفنية التي تأسست عام 2006، حيث شاركت في العديد من الحفلات مع هذه الفرقة. 

## مسيرتها
أقامت العديد من الحفلات الغنائية والمشاركات الفنية الخاصة أو بمشاركة فرق مثل (النغم الأصيل، الشرق، نايا..إلخ) داخل الأردن وخارجه (سوريا، لبنان، مصر، أسطنبول، أذربيجان، قبرص، تونس، الجزائر، النرويج وفرنسا) حصلت على منحة لدراسة الغناء والعود في المعهد الوطني للموسيقى عام 2008 وشاركت في حفلات المعهد المتعددة. شاركت في مهرجان حراس الذاكرة التي نظمتها فرقة الحنونة للفنون الشعبية، في أمسية فنية جمعتها مع الشاعر اللبناني طلال حيدر الذي أشاد كثيراً بصوتها والموهبة التي تملكها. شاركت من خلال فرقة شرق بمهرجان المقام الدولي في (باكو، أذربيجان) وحصلو على الجائزة البرونزية في الغناء.
أحيت حفلات غنائية في المنتدى الأجتماعي العالمي الذي أقيم في تونس بداية عام 2013. شاركت في عرض أوبرا النفس في الجزائر، الموسيقار العالمي طارق بن ورقة مع مجموعة من الفنانين وبمرافقة الاوركسترا الفرنسية PASDELOUP، ومن ثم قامت بتسجيل العمل داخل استيدوهات "Studio DAVOUT" بفرنسا. أحيت في أواخر العام 2013 العديد من الحفلات في النرويج. شاركت عام 2014 في مهرجان «حي» على مسرح الجنينة في مصر. أحيت عدة حفلات وطنية وعروبية من خلال تقديم الأغاني الوطنية وأغاني المقاومة للفنانين العرب الملتزمين بقضايا وطنهم وأمتهم، وحفلات غنائية خاصة بإحياء التراث الفلسطيني والعربي، كون التراث عنصر أساسي من عناصر الهوية العربية.
بالإضافة إلى تركيزها على الفن الوطني الملتزم فإنها تغني لقضايا الإنسان أينما كان وتحرص على الجمع ما بين النص الأدبي الجميل والمحتوى الفني المتقدم في الأداء.
بالإضافة لكونها فنانة تعمل في إطار تخصصها كاخصائية اجتماعية ومنسقة مشاريع في اتحاد المرأة الأردنية.

## حياتها الفنية
تعد لارا من أهم أعضاء فرقة شرق ونايا وفرقة عمان للموسيقى العربية، وأقامت العديد من الحفلات الغنائية والمشاركات الفنية داخل الأردن وخارجه (فلسطين، سوريا، لبنان، إسطنبول، أذربيجان). حصلت على منحة لدراسة الغناء والعود في المعهد الوطني للموسيقى عام 2008 وشاركت في حفلات المعهد المتعددة.

### حفلاتها
- حفل حراس الذاكرة في عمان 22/12/2010.
- أمسية رابطة الكتاب الأردنيين الفنية في عمان 16/08/2008.
- حفل غنائي «الأرض بتتكلم عربي» لفرقة وكورال الأكاديمية الأردنية للموسيقى في عمان 31/01/2011.
- أمسية فنية في بيت الموسيقى في عمان 31/09/2011.
- حفل غنائي بمشاركة فرقة نايا في المركز الثقافي الملكي في عمان 01/10/2011.

### أشهر ما غنت
- عمي يابو الفانوس على يوتيوب.
- غزال تركي على يوتيوب.
- عالاوف مشعل.
- حيفا.
- بيني وبينك.
- البحر بيضحك ليه .
- لينا .
- بغيبتك .
- مصر يابهية .
- يما مويل الهوا .
- الارض بتتكلم عربي .
- مقابر الشهداء.